# Saxstjärtad kungstyrann
Saxstjärtad kungstyrann (Tyrannus forficatus) är en fågel i familjen tyranner inom ordningen tättingar. Fågeln häckar i USA och nordöstra Mexiko. Vintertid flyttar den till Centralamerika.

## Utseende och läten
Saxstjärtad kungstyrann är en ljusgrå kungstyrann med en mycket lång och kluven svartvit stjärt, hos hanen upp till nästan 13 cm lång. Vingarna är mörka och vingundersidorna liksom flankerna är laxrosa. Sången liknar västlig kungstyrann, men är enklare och mörkare: "pidik pek pik pik pidEEK". Lätet är ett mörkt "pik".

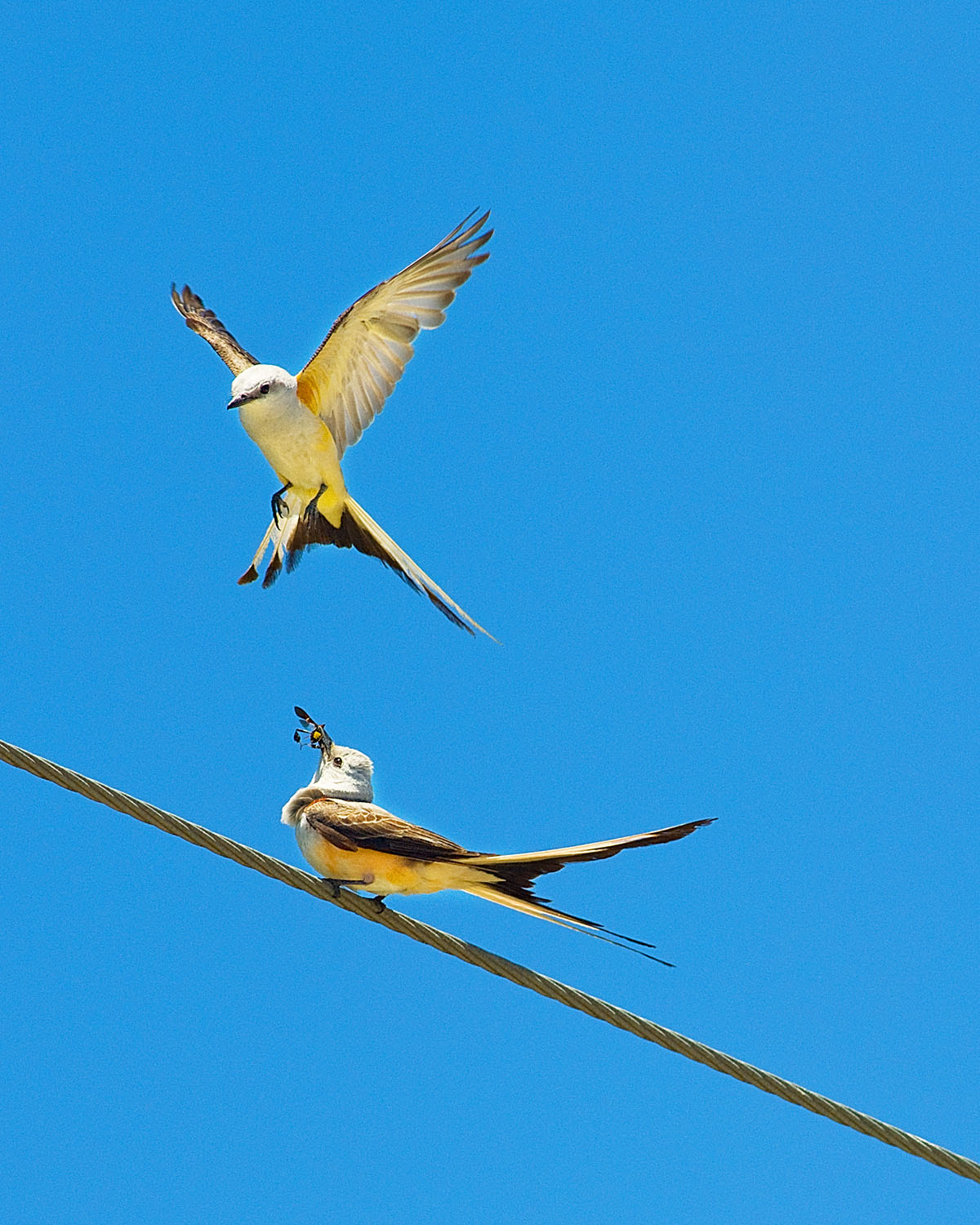

## Utbredning och systematik
Fågeln häckar i sydcentrala USA (sydöstra Colorado, södra Nebraska och sydvästra Missouri söderut till östra New Mexico och västra Louisiana) söderut till nordöstra Mexiko i norra Coahuila, centrala Nuevo León och norra Tamaulipas. Efter häckning flyttar den till ett område från södra Mexiko via El Salvador, Honduras och Nicaragua söderut till centrala Costa Rica, sällsynt även västra Panama. Vintertid ses den även i Florida. Den behandlas som monotypisk, det vill säga att den inte delas in i några underarter.

Saxstjärtade kungstyrannens utbredningsområde där orange betecknar vistelse sommartid, blått vintertid och gult under flyttningen.

## Levnadssätt
Saxstjärtad kungstyrann hittas i prärier och öppna fält med spridda träd och buskar, ofta nära staket eller telefontrådar. Den ses oftast i par eller smågrupper. Fågeln lever av insekter som den fångar i luften, ofta mycket nära marken. Den häckar huvudsakligen från april till augusti, tillfälligtvis från mars.

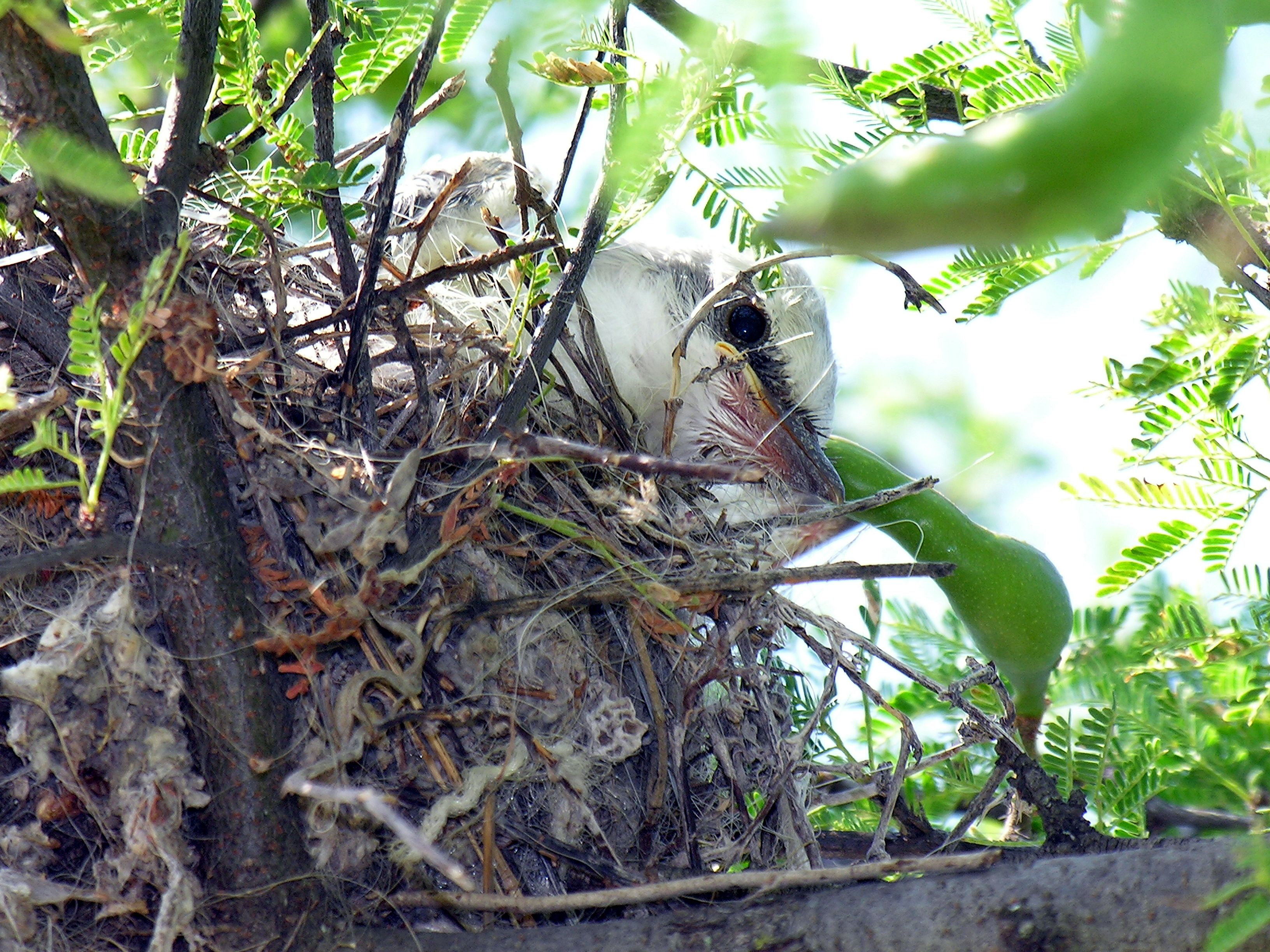
Unge saxstjärtad kungstyrann i boet.

## Status och hot
Arten har ett stort utbredningsområde och en stor population, men tros minska i antal, dock inte tillräckligt kraftigt för att den ska betraktas som hotad. Internationella naturvårdsunionen IUCN kategoriserar därför arten som livskraftig (LC). Värlspopulationen uppskattas till 7,9 miljoner individer.